# Дифосфид родия
Дифосфид родия — бинарное неорганическое соединение
родия и фосфора
с формулой RhP2,
кристаллы.

## Получение
- Сплавление стехиометрических количеств чистых веществ:

{\displaystyle {\mathsf {Rh+2P\ {\xrightarrow {T}}\ RhP_{2}}}}

## Физические свойства
Дифосфид родия образует кристаллы
моноклинной сингонии,
пространственная группа C 21/c,
параметры ячейки a = 0,57417 нм, b = 0,57951 нм, c = 0,58389 нм, β = 112,91°, Z = 4,
.
Соединение разлагается при температуре >1000°С
.